# Черкашина (деревня)
Черкашина (Иштаманы) (тат. Иштаман) — деревня в Тобольском районе Тюменской области, входит в состав Ушаровского сельского поселения.
Находится на берегу рек Иртыш и Тайма.

## Население
| 2010 |
| ---- |
| 71   |